# WAD
Son llamados WAD (Where is All the Data (Traducido literalmente como: "Donde Están todos los Datos") a los archivos con extensión .wad, el cual fue registrado como módulo de maps en 3d para el motor de Doom. A su vez los "WAD's" formaron parte de una gran cantidad de juegos desarrollados por id Software como por otros juegos que usaban el motor de DOOM. Esta extensión también es usada por los canales de la consola Wii.
Los WAD's son construcciones forjadas por jugadores del Doom por medio de programas especializados en este tipo de acción como el DoomBuilder o el WadAuthor, donde regularmente su división radica por un total de mapas (generalmente 32 para los Megawads), dependiendo de la cantidad decidida por los productores. La descarga de WAD's en la red es variada y múltiple. Hay un gran número de páginas web con una cantidad de WAD's considerable en sus listas, donde Doomworld es la fuente con más elementos registrados hasta ahora. El reconocimiento en la construcción de WAD's se lleva a cabo en esta misma página en una ceremonia de premios titulada los Cacowards en donde se han realizado hasta ahora diez entregas.[cita requerida] Los WAD's se encuentran también fácilmente por medio de servidores en programas de interconexión IP para multijugador como el Zdaemon o el Zandronum. Se considera una tradición la construcción de WAD's en los jugadores del Doom, ya que el peso de un WAD regular no varía de las 20 MB. 
También hay una serie de MegaWads con mejoras para el motor gráfico del Doom II.